# 盔凤冠雉属
盔鳳冠雉屬为雞形目凤冠雉科的一个属。本屬鳥類分布於南美洲地區，目前下屬3個物種。

## 命名與分類
該屬是由荷蘭動物學家康拉德·雅各·特明克於1813年建立的屬，其模式種依據重名的關係定為盔鳳冠雉。其屬名即來自該物種的種小名，而該詞源自西班牙語中的，意指「孔雀」，當時這些鳥類被早期的熱帶美洲定居者用於狩獵活動使用。本屬與鳳冠雉屬關係較近。

## 下属物种
本属包括以下物种：
- 盔鳳冠雉 Pauxi pauxi (Linnaeus, 1766)
- 單盔鳳冠雉 Pauxi unicornis Bond, J & Meyer de Schauensee, 1939
- 席拉鳳冠雉 Pauxi koepckeae Weske & Terborgh, 1971

## 外部連結
- 维基共享资源上的相關多媒體資源：盔凤冠雉属
- 維基物種上的相關：盔凤冠雉属